# Vrtejš velký
Vrtejš velký (Macracanthorhynchus hirudinaceus, Pallas 1781) je vrtejš, který parazituje ve střevech a žaludku prasat domácích a dalších prasatovitých, zřídka u jiných hostitelů (pes, člověk). Způsobuje záněty střeva, žaludku nebo pobřišnice. Parazit je odděleného pohlaví a jeho vývojový cyklus probíhá přes larvy některých druhů brouků (např. chroust obecný nebo nosorožík kapucínek), které slouží jako mezihostitelé. Samice M. hirudinaceus měří 30 až 65 cm, mají silnější hlavový konec a tenčí ocasní konec těla. Samci jsou lukovitého tvaru těla o velikosti 7–17 cm.